# La inspiración de San Mateo
La inspiración de San Mateo (o San Mateo y el ángel), es una obra pictórica, que data del año 1602, del pintor impulsor de la Escuela barroca Michelangelo Merisi da Caravaggio (1571-1610) —más conocido como Caravaggio—. Fue realizada para decorar la Capilla Contarelli de la Iglesia de San Luis de los Franceses, en Roma.
En febrero de 1602, Caravaggio recibió un tercer encargo para la Capilla Contarelli de Giaccomo Crescenzi, el ejecutor testamentario del difunto cardenal francés Mateo Contarelli, tras haber pintado para este último La vocación de San Mateo y El Martirio de San Mateo. Contarelli, que había comprado la capilla en 1565, murió en 1585, antes de poder ver terminada esta.[1] La inspiración de San Mateo constituiría la pala de altar —el altar de la capilla—, posición en la que anteriormente se había previsto que se situase una escultura encargada a Jacopo Cobaert. Al igual que las otras dos pinturas, a día de hoy continúa ubicada en dicha capilla.
La composición es un óleo sobre lienzo, de 295 x 195 cm,[2] perteneciente al Barroco italiano. Como temas de la obra podrían señalarse la elección del propio destino frente a la determinación establecida por la voluntad de Dios y capacidad humana para descubrir la verdad por sí mismo frente a su revelación a través de la inspiración divina.[3]

## Características de su pintura durante este período
Caravaggio logró una simbiosis entre la sencillez y economía de sus pinturas previas y entre su nueva y solemne gran maniera. Por aquel momento, su estilo había evolucionado, acentuando los contrastes lumínicos propios del tenebrismo, mediante los cuales los elementos principales de la composición aparecen fuertemente iluminados —a través de una luz dirigida— en detrimento del resto de la composición, sumida en la oscuridad para evitar distracciones. Los fondos y los elementos ambientales, por tanto, desaparecen en las tinieblas. Las figuras, en primer plano y no muy numerosas por cada cuadro, se habían vuelto más plásticas y monumentales, además de hallarse posicionadas en pronunciados escorzos. Se caracteriza por un trazado preciso.
Sus figuras también se caracterizan por el naturalismo, pues, lejos de representar a los personajes de una forma idealizada, los plasma de una forma mucho más realista y humanizada, tomando para ello, en muchas ocasiones, a modelos de la calle. Este supone un nuevo intento por acercar la devoción religiosa al pueblo.

## Primera versión
La primera versión de la obra fue rechazada por considerarla indecorosa. Los sacerdotes argumentaron que «Aquella figura con las piernas cruzadas y los pies torpemente descubiertos a la vista de todos no tenía decoro ni aspecto de santo».[4] Hacía parecer al santo un analfabeto y lo desmitificaba. De esta no se conserva el ejemplar original, pues fue destruido durante el bombardeo de Berlín (1945) en la Segunda Guerra Mundial.

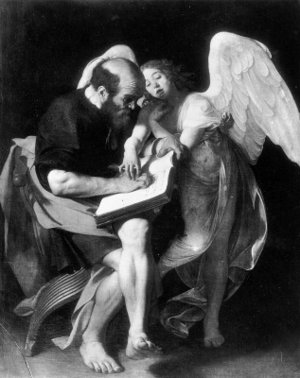
San Mateo y el ángel (1602), primera versión (destruida)

El ángel, de sexualidad ambigua, aparecía con los pies sobre el suelo, apoyado en San Mateo mientras guiaba su mano para ayudarle a escribir el Evangelio. El santo, remangado y vestido con ropas excesivamente humildes, observaba las letras con sorpresa. Aparecía sentado con las piernas cruzadas y descubiertas, mostrando los pies sucios y las varices de las piernas. La actitud y vestuario con el que se representaba al santo, como un hombre pobre y sucio de baja condición social, así como la excesiva cercanía entre él y el ángel, causaron indignación y rechazo. Contrastaba la juventud incipiente del ángel con la cercana vejez del santo. Sin duda, Caravaggio intentaba acercar las figuras bíblicas a la gente humilde, insinuando que se habían parecido más a ellos que a ricos clérigos.[5]
Por otra parte, mediante su gesto de sorpresa y su necesidad de guía para escribir, mostraba a un San Mateo inepto forzado a escribir doctrinas que ni siquiera entiende y sometido a su destino; visión que echaba por tierra la idea de libertad de elección humana y libre albedrío que la Iglesia quería ofrecer. Para poder comprender la controversia que suscitó la primera versión hay que tener presente que, tras las turbulencias sufridas por la religión cristiana durante la Reforma y Contrarreforma del siglo pasado y la escisión del cristianismo en catolicismo y protestantismo; la Iglesia consideraba crucial remarcar la libertad del individuo respecto a la determinación de la voluntad divina y de la gracia.
La obra había sido terminada de pagar en septiembre de 1602. Aunque fue rechazada para la capilla por considerarla una versión vulgar y humanizadora, el banquero noble Vicenzo Giustiniani se la llevó a su colección privada.

## Segunda versión
A pesar del escándalo suscitado, a Caravaggio se le dio una nueva oportunidad, y, a finales del 1602; este ya había realizado una segunda versión de la obra, que fue aceptada. Mostraba una visión del santo más digna, convencional y solemne.
La composición está orientada en sentido ascendente. En esta versión, San Mateo, sin rastros de analfabetismo y con mayor autonomía, escribe sin ayuda del ángel, que se limita a dictarle enumerando los versículos con ayuda de las manos, que presentan, como era frecuente en las obras del artista, gran expresividad. En concreto, como revelan estas, se trata del segundo versículo, en el que Abraham da inicio a la estirpe de Cristo.[6] Además, el ángel se encuentra en las alturas, marcando su autoridad y la diferencia de jerarquía entre ambos.
La actitud del santo refleja seguridad y firmeza, y, su postura sobre la banqueta, muestra gran inestabilidad y desequilibrio —que se oponen a la equilibrada corriente clasicista—, acentuada por la posición de esta sobre el suelo. Los paños con los que aparece vestido son de carácter más suntuoso y solemne y cubren su cuerpo en mayor medida que los de su versión precedente. Asimismo, se le añade una aureola sobre la cabeza para conferirle un carácter más sagrado y remarcar su santidad y distanciarlo más del pueblo que en su versión anterior.